# 아몰라타르구
아몰라타르구(Amolatar)는 우간다 중부에 위치한 구로, 행정 중심지는 아몰라타르이며 면적은 1,582km2, 인구는 96,374명(2002년 인구 조사 기준)이다.
행정 구역상으로는 북부 주에 속하며 1개 군(키오가 군)을 관할한다. 북쪽으로는 크와니아 호를 경계로 아파크 구와 인접해 있고 북동쪽으로는 도콜로 구, 남동쪽으로는 카베라마이도 구, 남쪽으로는 키오가 호를 경계로 카물리 구, 카융가 구, 나카송골라 구와 접한다.

## 같이 보기
- 북부주 (우간다)
- 우간다의 행정 구역